# 日本三名園

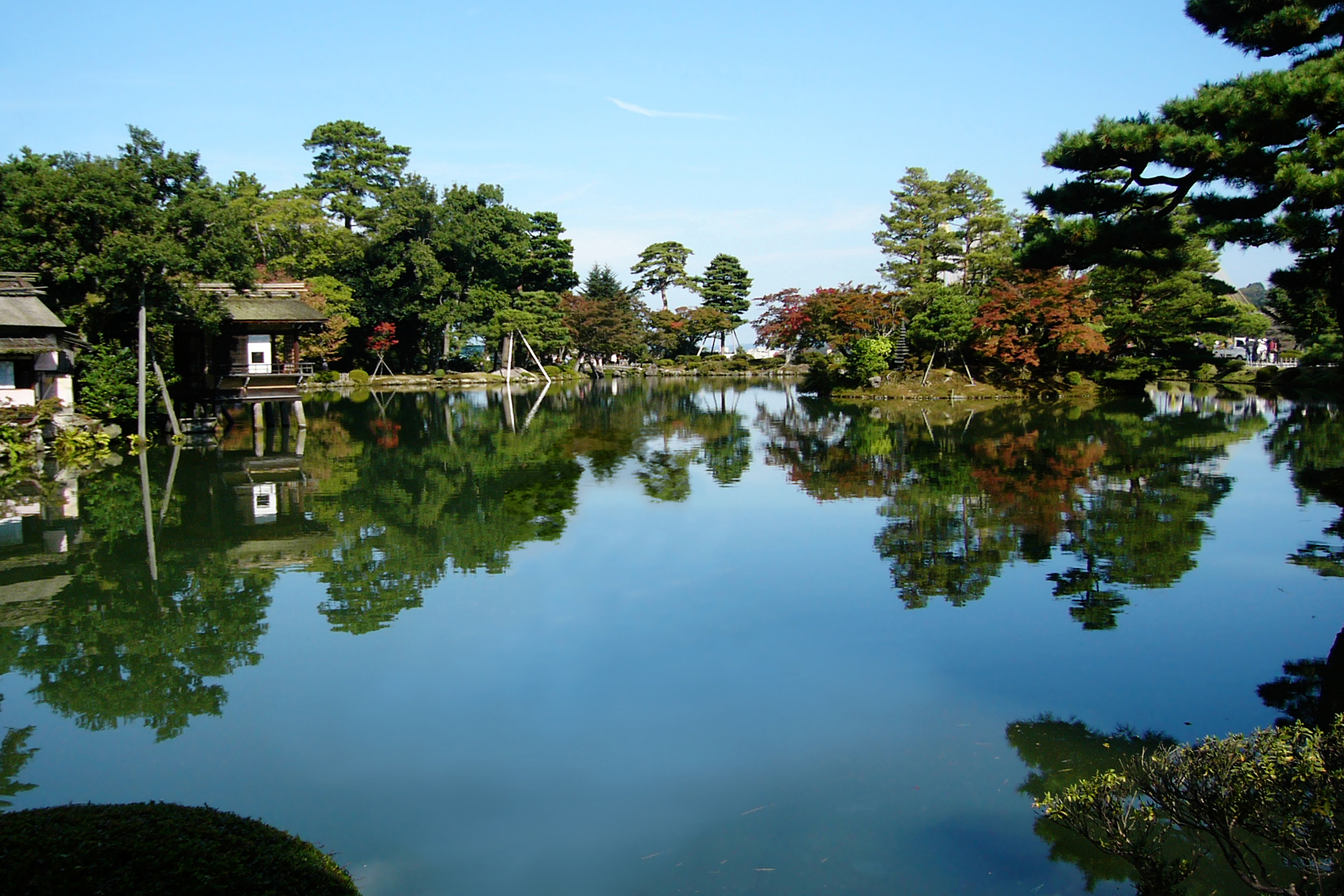
兼六園

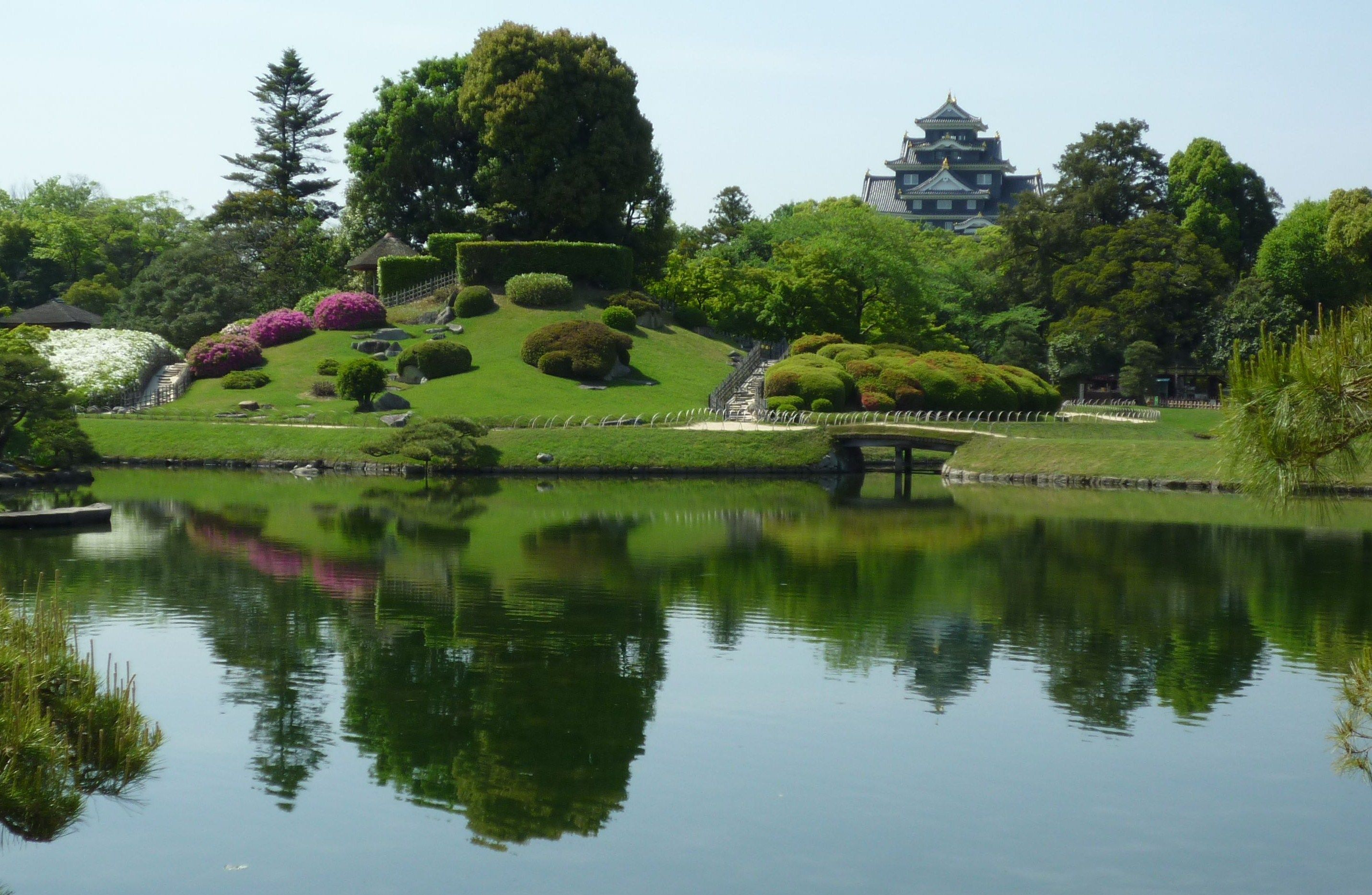
後楽園

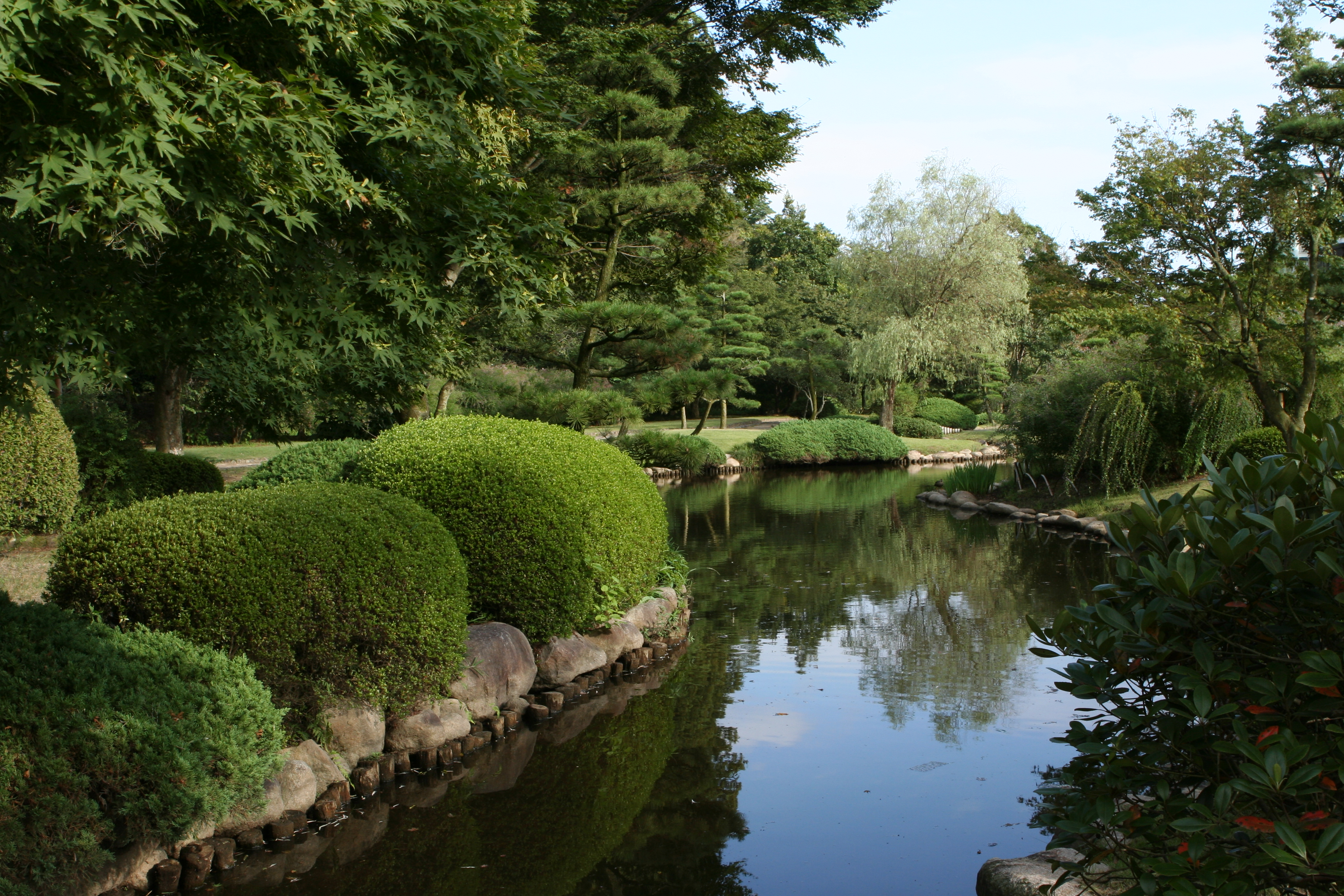
偕楽園

日本三名園（にほんさんめいえん）とは、優れた景勝を持つ三つの日本庭園、石川県金沢市の兼六園、岡山県岡山市の後楽園、茨城県水戸市の偕楽園の総称である。

## 歴史
「日本三名園」もしくは「三名園」という言葉がいつ頃から使われ始めたのかは不明であるが、文献上では1899年（明治32年）発行の「日本三名園之一 後楽園新圖」に既にこの言葉が使用されている。また 1904年（明治37年）に外国人向けに発行された写真集にもこの言葉が使われている。やや異なる言い回しの「日本三公園」を含めるならば、1891年（明治24年）8月、岡山の後楽園を訪れた正岡子規が記念写真の裏に「岡山後楽園 日本三公園ノ一」とメモしたものが存在する。
なおこの三園の選定理由として、いわゆる雪月花の雪に兼六園、月に後楽園、花に偕楽園を対応させたものであろうとする説がある。ただし、三園ともに江戸時代に造営された池泉回遊式の大名庭園であり、この「日本三名園」には日本庭園における他の形式である枯山水や露地（茶庭）など、池泉回遊式以外の形式のものは含まれていない。
なお、1910年（明治43年）に文部省から発行された『高等小学読本』巻一には、「・・・我ガ国ニテ風致ノ美ヲ以テ世ニ聞エタルハ、水戸ノ偕楽園、金沢ノ兼六園、岡山ノ後楽園ニシテ、之ヲ日本ノ三公園ト称ス。然レドモ高松ノ栗林公園ハ木石ノ雅趣却ツテ批ノ三公園ニ優レリ」とあり、高松市の栗林公園は日本三名園より優れていると記載されていた。